# Bernières-sur-Mer

Bernières-sur-Mer este o comună în departamentul Calvados, Franța. În 1 ianuarie 2022 avea o populație de 2.446 de locuitori.